# Sea Power
«Sea Power» (ранее British Sea Power) — британская инди-рок-группа, образовавшаяся в Брайтоне, Англия, в 2000 году и исполняющая гитарный поп-рок с элементами постпанка и психоделии. В числе групп, к последователям которых музыкальные критики относят BSP — The Cure, Pixies и Joy Division. Начиная с января 2003 года 6 синглов группы входили в UK Top 30 Singles Charts; наивысшего результата (# 18) достиг It Ended on an Oily Stage (2005) Третий студийный альбом группы Do You Like Rock Music? (2008, # 10 UK) был номинирован на Mercury Prize 2008 года.

## Состав
- Ян Скотт Уилкинсон — вокал, гитара (с 2000)
- Нил Хэмилтон Уилкинсон — бас, гитара, вокал (с 2000)
- Мартин Ноубл — гитара (с 2000)
- Фил Самнер — корнет, клавишные (с 2006)
- Эби Фрай — альт (с 2008)
- Томас Уайт - ударные (с 2023)

Бывшие участники
- Эймон Хэмилтон — клавишные, вокал, перкуссия, гитара (2000—2006)
- Мэттью Вуд — ударные (с 2000—2023)

## Дискография

### Альбомы
- The Decline of British Sea Power (2003 — UK #54)
- Open Season (2005 — UK #13)
- Do You Like Rock Music? (2008 — UK #10)
- Man of Aran (2009 — UK #68)
- Valhalla Dancehall (2011 — UK #22)
- Machineries of Joy (2013 — UK #19)
- From the Sea to the Land Beyond (2013 — UK #156)
- Happiness (2014)
- Sea of Brass (2015 — UK #139)
- Let the Dancers Inherit the Party (2017 — UK #21)
- Disco Elysium (2020)
- Everything Was Forever (2022)

### Синглы
- «Fear of Drowning» (2001)
- «Remember Me» (2001, UK #114)
- «The Lonely» (2002, UK #76)
- «Childhood Memories» (2002, UK #90)
- «Carrion»/«Apologies to Insect Life» (2003, UK #36)
- «Remember Me» (2003 — UK #30)
- «A Lovely Day Tomorrow» (с Ecstasy of Saint Theresa) (2004, только в Чехии)
- «It Ended on an Oily Stage» (2005, UK #18)
- «Please Stand Up» (2005, UK #34)
- «Remember Me/I Am a Cider Drinker» (с The Wurzels) (2005)
- «Waving Flags» (2008, UK #31)
- «No Lucifer» (2008)
- «Living is so Easy» (2010)
- «Who’s in Control» (2011)
- «Georgie Ray»/«Mongk 2» (2011)
- «Machineries of Joy» (2013)
- «Monsters of Sunderland» (2013)
- «Facts Are Right» (2013)
- «Loving Animals» (2013)
- «Bad Bohemian» (2017)
- «Keep On Trying (Sechs Freunde)» (2017)

EP’s
- Remember Me (2003, Япония)
- The Spirit of St. Louis (2004, Япония)
- Krankenhaus? (2007, UK, US)
- Zeus (2010, UK)
- Valhalla V.I.P. (2011, UK)
- BSP 1-6 (2012, UK)